# Veritatis Gaudium
Die Apostolische Konstitution Veritatis Gaudium (Abkürzung VG; deutsch: Freude der Wahrheit) wurde am 8. Dezember 2017 durch Papst Franziskus erlassen und am 29. Januar 2018 veröffentlicht, um die Ordnung „Über die kirchlichen Universitäten und Fakultäten“ festzuschreiben. Die Konstitution greift die Regelungen der von Papst Johannes Paul II. im Jahr 1979 erlassenen Apostolischen Konstitution Sapientia Christiana (Abkürzung SC) auf, die ausdrücklich bestätigt und für die seither eingetretenen Veränderungen weiterentwickelt worden seien (VG 2).
Die Apostolische Konstitution „Veritatis gaudium“ ist ein Dokument, das die Normen für die theologische Ausbildung in katholischen Universitäten und Fakultäten festlegt. Die Hauptpunkte dieser Konstitution sind:
- Einführung des Bologna-Prozesses: Die Konstitution bekräftigt die Integration des Bologna-Prozesses in die theologische Ausbildung. Dieser Prozess fördert die Harmonisierung der Hochschulsysteme in Europa und erleichtert die Anerkennung von Studienleistungen in verschiedenen Ländern.
- Betonung der Interdisziplinarität: „Veritatis gaudium“ betont die Bedeutung des interdisziplinären Ansatzes in der theologischen Ausbildung. Es ermutigt dazu, Theologie in einem breiteren Kontext zu studieren und den Dialog mit anderen wissenschaftlichen Disziplinen zu fördern.
- Stärkung der Ethik und der Katholische Soziallehre der Kirche: Die Konstitution unterstreicht die Wichtigkeit der Ethik und der Soziallehre der Kirche in der theologischen Ausbildung. Sie ermutigt die Ausbildung von Theologen, die in der Lage sind, ethische Fragen und soziale Herausforderungen anzugehen.
- Betonung der Spiritualität und der pastoralen Bildung: Die Konstitution betont die Bedeutung der spirituellen Bildung und der pastoralen Ausbildung von Theologen. Sie sollen nicht nur über theologisches Wissen verfügen, sondern auch in der Lage sein, die Botschaft des Evangeliums zu leben und zu verkünden.
- Qualitätskontrolle und Akkreditierung: „Veritatis gaudium“ fordert die Einrichtung von Qualitätskontrollmechanismen und die Akkreditierung von theologischen Fakultäten und Universitäten, um sicherzustellen, dass die Ausbildung den höchsten Standards entspricht.
- Interreligiöser Dialog: Die Konstitution ermutigt zur Förderung des interreligiösen Dialogs und zur Achtung anderer Glaubensrichtungen in der theologischen Ausbildung.
- Förderung der Berufungspastoral: „Veritatis gaudium“ hebt die Bedeutung der Berufungspastoral hervor und ermutigt die theologischen Einrichtungen, die Berufungen zum Priestertum und zum Dienst in der Kirche zu fördern.